# اسالاپلانو
اسالاپلانو (به ایتالیایی: Escalaplano) یک کومونه در ایتالیا است که در استان کالیاری واقع شده‌است.

## خصوصیات
اسالاپلانو ۹۳٫۸ کیلومترمربع مساحت و ۲٬۳۰۱ نفر جمعیت دارد و ۳۳۸ متر بالاتر از سطح دریا واقع شده‌است.